# Libro del conoscimiento
El Libro del Conosçimiento de todos los Regnos (el títol original complet del qual és Libro del conosçimiento de todos los rregnos et tierras e señoríos que son por el mundo et de las señales et armas que han) és un manual geogràfic i armorial anònim escrit en castellà de finals del segle XIV (post 1385) que, sota l'aparença d'un viatge autobiogràfic, conté un itinerari amb informació sobre el món conegut aleshores, els seus governants i els seus escuts d'armes.

## El manuscrit
El text s'ha conservat en un manuscrit que va pertànyer a Jerónimo Zurita (la firma del qual apareix al frontispici) i que es va considerar perdut des de l'any 1680 en què consta la seva existència a Saragossa en possessió del comte San Clemente, per reaparèixer en una subhasta d'una important galeria de Londres el 1978. El còdex, conegut com a «manuscrit» Z, del tercer quart del segle XV amb belles miniatures atribuïbles a un il·luminador aragonès pels estudis iconogràfics i estilístics (que va treballar a partir d'un anterior castellà de la segona meitat del segle xiv pels escuts de armes que figuren a la portada), es conserva ara a la Bayerische Staatsbibliothek de Múnic amb la signatura «Cod.hisp. 150».

## La data i l'autor
La majoria de les dades històriques remeten a la primera meitat del segle xiv, cosa que va fer que el seu primer editor, Jiménez de la Espada (vegeu infra, «edicions») proposés una data de cap al 1350 o posterior per a la datació de l'obra. Aquesta dada ha estat transmesa per la resta de la crítica fins a 1999, en què un estudi en profunditat amb motiu de l'edició facsímil de Lacarra, Lacarra Ducay i Montaner, va endarrerir la seva data de composició fins més enllà de 1385 pel fet que s'esmenten fets, com la conquesta de l'illa de Lanzarote, datats en aquest precís any. Aquesta datació ja havia estat suportada per Hyde, que va datar el llibre com posterior al 1375 veient l'evidència de que l'autor s'havia basat en l'Atles Català de Cresques en moltes parts de la seva obra.
Encara que per molt temps s'ha pensat que va ser escrit per un franciscà, aquesta atribució està avui rebutjada i és atribuïble a un rumor a causa de la fama que van gaudir els missioners d'aquest orde al segle xiii, ja que en el text no existeix cap dada sobre tal condició de l'autor. Només al començament del llibre l'autor afirma que va néixer el 1305, però no ofereix més dades de la seva vida. D'acceptar aquest testimoni el llibre va ser finalitzat amb una edat molt avançada de 80 anys, cosa que era improbable en aquella època. És en aquests anys finals del segle xiv, quan es difonen el Llibre de les meravelles del món de Juan de Mandeville, el Llibre de les meravelles de Marco Polo i La Flor des Estoires d'Orient, d'Haitón de Córico.

## Gènere
El fet que en el seu títol es doni tanta importància a la informació que es transmet i, en canvi, no s'esmenti gens la paraula "viatge" o un sinònim, sumat que el recorregut que se segueix és capritxós i molt extens, ha fet que la crítica dubti que es tracti d'un veritable itinerarium i que sigui un text de caràcter enciclopèdic.
Alberto Montaner Frutos, afirma que a la força ha d'haver estat redactat, "amb la contemplació d'un mapamundi portolà de luxe" i com va dir Hyde, d'aquestes dates només es coneix el de Cresques:
| «                                            | En efecto, la conjunción de un relato de viajes con un repertorio emblemático, todo ello adobado con la reseña de mirabilia, solo ha podido surgir de la contemplación de un mapamundi portulano de lujo. Por supuesto, eso no significa que el anónimo autor se haya limitado a hacer una narración sobre un mapa, pues emplea noticias de diversa procedencia y se vale además de modelos literarios; pero su plan depende claramente de una imaginación aplicada a la cartografía coetánea. | » |
| — Montaner Frutos, loc. cit., 1999, pág. 46. | |   |

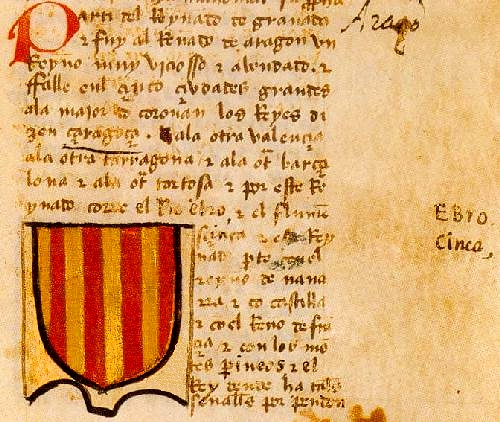
Pàgina del Llibre del coneixement en què es descriu Aragó

De fet el desconegut autor recorre a maneres narratives i recursos estilístics propis dels llibres de viatges veritables per fer versemblant la seva obra.
El recorregut zigzaguejant de l'obra no respon a un viatge real, ja que hi ha veritables salts geogràfics il·lògics al transcórrer d'un viatger autèntic. En algunes parts dels viatges per Àfrica i altres terres remotes, el llibre conté errors geogràfics greus i gairebé tot el trajecte per Àsia prové, pel que sembla, d'altres coneguts relats, com els de Mandeville o Marco Polo. Les notícies sobre els regnes i territoris que visita són sumàries, sense aturar-se en cap mena de detall d'observació de costums o descripció de llocs. Les escarides notícies que aporta són geogràfiques, armorials i dinàstiques.
El llibre va tenir una amplíssima difusió com a manual geogràfic i heràldic, com ho demostra el que s'hagi conservat en quatre manuscrits, encara que no podia servír de guia als navegants per raó de la inexactitud en les seves descripcions.

## Edicions
- Marcos Jiménez de la Espada, Madrid, Boletín de la Sociedad Geográfica de Madrid, tomo II, 1877. Reimpresión y nueva presentación preliminar de Francisco López Estrada, Barcelona, El Albir, 1980.
- María Jesús Lacarra, María del Carmen Lacarra Ducay y Alberto Montaner, Libro del conosçimiento de todos los rregnos et tierras e señoríos que son por el mundo et de las señales et armas que han, Institución "Fernando el Católico" (CSIC)-Excma. Diputación Provincial, 1999, p. 46. Ed. facs. del manuscrito Z, Múnich, Bayerische Staatbibliothek, cod. hisp. 150.
- Nancy F. Marino, El libro del conoscimiento de todos los reinos = The Book of Knowledge of All Kingdoms, Tempe, Arizona Center for Medieval and Renaissance Studies, 1999 (en Archive.org)
- Libro del conosçimiento de todos los reynos e tierras e señoríos que son por el mundo e de las señales e armas que han cada tierra e señorío por sy e de los reyes e señores que los proueen escrito por un franciscano español á mediados del siglo XIV ; y publicado ahora por primera vez con notas de Marcos Jiménez de la Espada (edición digital de la «BIBLIOTECA DIGITAL HISPÁNICA»).
- Libro del conocimiento de todos los reinos (todas las versiones encontradas por «BIBLIOTECA DIGITAL HISPÁNICA»).